# Kanekonia florida
Kanekonia florida är en fiskart som beskrevs av Tanaka, 1915. Kanekonia florida ingår i släktet Kanekonia och familjen Aploactinidae. Inga underarter finns listade i Catalogue of Life.